# Úszás az 1960. évi nyári olimpiai játékokon
Az 1960. évi nyári olimpiai játékokon az úszásban tizenöt versenyszámban avattak olimpiai bajnokot. A program az előző olimpia úszóversenyeihez képest a női és férfi 4 × 100 méteres vegyesváltóval bővült.

## Éremtáblázat
(A számoszlopok legmagasabb értéke, vagy értékei vastagítással kiemelve.)
| Az 1960. évi nyári olimpiai játékok éremtáblázata úszásban | Az 1960. évi nyári olimpiai játékok éremtáblázata úszásban | Az 1960. évi nyári olimpiai játékok éremtáblázata úszásban | Az 1960. évi nyári olimpiai játékok éremtáblázata úszásban | Az 1960. évi nyári olimpiai játékok éremtáblázata úszásban | Olimpia  |
| ---------------------------------------------------------- | ---------------------------------------------------------- | ---------------------------------------------------------- | ---------------------------------------------------------- | ---------------------------------------------------------- | -------- |
|                                                            | Ország                                                     | Arany                                                      | Ezüst                                                      | Bronz                                                      | Összesen |
| 1.                                                         | Egyesült Államok (USA)                                     | 9                                                          | 3                                                          | 3                                                          | 15       |
| 2.                                                         | Ausztrália (AUS)                                           | 5                                                          | 5                                                          | 3                                                          | 13       |
| 3.                                                         | Nagy-Britannia (GBR)                                       | 1                                                          | 1                                                          | 1                                                          | 3        |
|                                                            |                                                            |                                                            |                                                            |                                                            |          |
| 4.                                                         | Japán (JPN)                                                | 0                                                          | 3                                                          | 2                                                          | 5        |
| 5.                                                         | Egyesült Német Csapat (EUA)                                | 0                                                          | 1                                                          | 3                                                          | 4        |
| 6.                                                         | Hollandia (NED)                                            | 0                                                          | 1                                                          | 2                                                          | 3        |
| 7.                                                         | Svédország (SWE)                                           | 0                                                          | 1                                                          | 0                                                          | 1        |
|                                                            |                                                            |                                                            |                                                            |                                                            |          |
| 8.                                                         | Brazília (BRA)                                             | 0                                                          | 0                                                          | 1                                                          | 1        |
|                                                            |                                                            |                                                            |                                                            |                                                            |          |
| Összesen                                                   | Összesen                                                   | 15                                                         | 15                                                         | 15                                                         | 45       |

## Férfi

### Éremtáblázat
| Az 1960. évi nyári olimpiai játékok éremtáblázata férfi úszásban | Az 1960. évi nyári olimpiai játékok éremtáblázata férfi úszásban | Az 1960. évi nyári olimpiai játékok éremtáblázata férfi úszásban | Az 1960. évi nyári olimpiai játékok éremtáblázata férfi úszásban | Az 1960. évi nyári olimpiai játékok éremtáblázata férfi úszásban | Olimpia  |
| ---------------------------------------------------------------- | ---------------------------------------------------------------- | ---------------------------------------------------------------- | ---------------------------------------------------------------- | ---------------------------------------------------------------- | -------- |
|                                                                  | Ország                                                           | Arany                                                            | Ezüst                                                            | Bronz                                                            | Összesen |
| 1.                                                               | Ausztrália (AUS)                                                 | 4                                                                | 3                                                                | 2                                                                | 9        |
| 2.                                                               | Egyesült Államok (USA)                                           | 4                                                                | 2                                                                | 3                                                                | 9        |
| 3.                                                               | Japán (JPN)                                                      | 0                                                                | 3                                                                | 1                                                                | 4        |
| 4.                                                               | Brazília (BRA)                                                   | 0                                                                | 0                                                                | 1                                                                | 1        |
| 4.                                                               | Hollandia (NED)                                                  | 0                                                                | 0                                                                | 1                                                                | 1        |
|                                                                  |                                                                  |                                                                  |                                                                  |                                                                  |          |
| Összesen                                                         | Összesen                                                         | 8                                                                | 8                                                                | 8                                                                | 24       |

### Érmesek
- WR – világrekord
- OR – olimpiai rekord

| Az 1960. évi nyári olimpiai játékok érmesei férfi úszásban | |         | |         | |         |
| Versenyszám                                                | Arany | Arany   | Ezüst | Ezüst   | Bronz | Bronz   |
| 100 m gyors                                                | John Devitt · Ausztrália (AUS) | 55,2    | Lance Larson · Egyesült Államok (USA)                                                                                                 | 55,2    | Manuel dos Santos · Brazília (BRA)                                                                                | 55,4    |
| 400 m gyors                                                | Murray Rose · Ausztrália (AUS) | 4:18,3  | Jamanaka Cujosi · Japán (JPN) | 4:21,4  | John Konrads · Ausztrália (AUS)                                                                                   | 4:21,8  |
| 1500 m gyors                                               | John Konrads · Ausztrália (AUS) | 17:19,6 | Murray Rose · Ausztrália (AUS) | 17:21,7 | George Breen · Egyesült Államok (USA)                                                                             | 17:30,6 |
| 100 m hát                                                  | David Theile · Ausztrália (AUS) | 1:01,9  | Frank McKinney · Egyesült Államok (USA)                                                                                               | 1:02,1  | Robert Bennett · Egyesült Államok (USA)                                                                           | 1:02,3  |
| 200 m mell                                                 | William Mulliken · Egyesült Államok (USA)                                                                                                  | 2:37,4  | Ószaki Josihiko · Japán (JPN) | 2:38,0  | Wieger Mensonides · Hollandia (NED)                                                                               | 2:39,7  |
| 200 m pillangó                                             | Michael Troy · Egyesült Államok (USA) | 2:12,8  | Neville Hayes · Ausztrália (AUS) | 2:14,6  | David Gillanders · Egyesült Államok (USA)                                                                         | 2:15,3  |
| 4 × 200 m gyorsváltó                                       | Egyesült Államok (USA) · George Harrison · Richard Blick · Michael Troy · Jeffrey Farrell · William Darnton* · Tom Winters* · Steve Clark* | 8:10,2  | Japán (JPN) · Fukui Makoto · Isii Hirosi · Jamanaka Cujosi · Fudzsimoto Tacuo                                                         | 8:13,2  | Ausztrália (AUS) · David Dickson · John Devitt · Murray Rose · John Konrads · John Rigby* · Allan Wood*           | 8:13,8  |
| 4 × 100 m vegyes váltó                                     | Egyesült Államok (USA) · Frank McKinney · Paul Hait · Lance Larson · Jeffrey Farrell · Robert Bennett* · Steve Clark* · David Gillanders*  | 4:05,4  | Ausztrália (AUS) · David Theile · Terry Gathercole · Neville Hayes · Geoff Shipton · Kevin Berry* · William Burton* · Julian Carroll* | 4:12,0  | Japán (JPN) · Tomita Kazuo · Hirakida Kóicsi · Ószaki Josihiko · Simizu Keigo · Isihara Kacuki* · Vatanabe Kazuo* | 4:12,2  |

* - a versenyző csak az előfutamban vett részt, így nem kapott érmet

## Női

### Éremtáblázat
| Az 1960. évi nyári olimpiai játékok éremtáblázata női úszásban | Az 1960. évi nyári olimpiai játékok éremtáblázata női úszásban | Az 1960. évi nyári olimpiai játékok éremtáblázata női úszásban | Az 1960. évi nyári olimpiai játékok éremtáblázata női úszásban | Az 1960. évi nyári olimpiai játékok éremtáblázata női úszásban | Olimpia  |
| -------------------------------------------------------------- | -------------------------------------------------------------- | -------------------------------------------------------------- | -------------------------------------------------------------- | -------------------------------------------------------------- | -------- |
|                                                                | Ország                                                         | Arany                                                          | Ezüst                                                          | Bronz                                                          | Összesen |
| 1.                                                             | Egyesült Államok (USA)                                         | 5                                                              | 1                                                              | 0                                                              | 6        |
| 2.                                                             | Ausztrália (AUS)                                               | 1                                                              | 2                                                              | 1                                                              | 4        |
| 3.                                                             | Nagy-Britannia (GBR)                                           | 1                                                              | 1                                                              | 1                                                              | 3        |
| 4.                                                             | Egyesült Német Csapat (EUA)                                    | 0                                                              | 1                                                              | 3                                                              | 4        |
| 5.                                                             | Hollandia (NED)                                                | 0                                                              | 1                                                              | 1                                                              | 2        |
| 6.                                                             | Svédország (SWE)                                               | 0                                                              | 1                                                              | 0                                                              | 1        |
| 7.                                                             | Japán (JPN)                                                    | 0                                                              | 0                                                              | 1                                                              | 1        |
|                                                                |                                                                |                                                                |                                                                |                                                                |          |
| Összesen                                                       | Összesen                                                       | 7                                                              | 7                                                              | 7                                                              | 21       |

### Érmesek
| Az 1960. évi nyári olimpiai játékok érmesei női úszásban | |           | |        |                                                                                                 |        |
| Versenyszám                                              | Arany | Arany     | Ezüst | Ezüst  | Bronz                                                                                           | Bronz  |
| 100 m gyors                                              | Dawn Fraser · Ausztrália (AUS) | 1:01,2    | Christine von Saltza · Egyesült Államok (USA)                                                                    | 1:02,8 | Natalie Steward · Nagy-Britannia (GBR)                                                          | 1:03,1 |
| 400 m gyors                                              | Christine von Saltza · Egyesült Államok (USA) | 4:50,6    | Jane Cederqvist · Svédország (SWE)                                                                               | 4:53,9 | Tineke Lagerberg · Hollandia (NED)                                                              | 4:56,9 |
| 100 m hát                                                | Lynn Burke · Egyesült Államok (USA) | 1:09,3    | Natalie Steward · Nagy-Britannia (GBR)                                                                           | 1:10,8 | Tanaka Szatoko · Japán (JPN)                                                                    | 1:11,4 |
| 200 m mell                                               | Anita Lonsbrough · Nagy-Britannia (GBR) | 2:49,5 WR | Wiltrud Urselmann · Egyesült Német Csapat (EUA)                                                                  | 2:50,0 | Barbara Göbel · Egyesült Német Csapat (EUA)                                                     | 2:53,6 |
| 100 m pillangó                                           | Carolyn Schuler · Egyesült Államok (USA) | 1:09,5    | Marianne Heemskerk · Hollandia (NED)                                                                             | 1:10,4 | Jan Andrew · Ausztrália (AUS)                                                                   | 1:12,2 |
| 4×100 m gyorsváltó                                       | Egyesült Államok (USA) · Joan Spillane · Shirley Stobs · Carolyn Wood · Christine von Saltza · Molly Botkin* · Donna de Varona* · Susan Doerr* · Sylvia Ruuska* | 4:08,9    | Ausztrália (AUS) · Dawn Fraser · Ilsa Konrads · Lorraine Crapp · Alva Colquhuon · Ruth Everuss* · Sandra Morgan* | 4:11,3 | Egyesült Német Csapat (EUA) · Christel Steffin · Heidi Pechstein · Gisela Weiss · Ursel Brunner | 4:19,7 |
| 4×100 m vegyes váltó                                     | Egyesült Államok (USA) · Lynn Burke · Patty Kempner · Carolyn Schuler · Christine von Saltza · Joan Spillane* · Anne Warner* · Carolyn Wood*                    | 4:41,1    | Ausztrália (AUS) · Marilyn Wilson · Rosemary Lassig · Jan Andrew · Dawn Fraser · Amber Beckett* · Ilsa Konrads*  | 4:45,9 | Egyesült Német Csapat (EUA) · Ingrid Schmidt · Ursula Küper · Bärbel Fuhrmann · Ursel Brunner   | 4:47,6 |

## Magyar részvétel
Az olimpián tizenegy férfi és hét női úszó képviselte Magyarországot, akik összesen 
- egy negyedik,
- két ötödik és
- egy hatodik

helyezést értek el, és ezzel nyolc olimpiai pontot szereztek. Ez nyolc ponttal kevesebb, mint az előző, 1956. évi olimpián elért eredmény. A játékok történetében ez volt a második olimpia, amelyen indultak magyar úszók, de nem nyertek érmet.
A magyar úszók a következő versenyszámokban indultak (zárójelben az elért helyezés, illetve időeredmény):
| Magyar részvétel az 1960. évi nyári olimpiai játékok úszóversenyein |                                                                  |                                                                           |
| versenyszám                                                         | férfi úszás                                                      | női úszás                                                                 |
| 100 m gyors                                                         | Dobai Gyula (5. – 56,3) Lantos László (58,0)                     | Boros Katalin (1:06,2) Madarász Csilla (5. – 1:03,6)                      |
| 400 m gyors                                                         | Hornyánszky Tamás (4:46,2) Katona József (4:29,5)                | Frank Mária (5:21,9)                                                      |
| 1500 m gyors                                                        | Bodnár András (7. – 20:22,2) Katona József (5. – 17:43,7)        |                                                                           |
| 100 m hát                                                           | Csikány József (1:05,2) Konrád János (1:19,9)                    | Temesvári Anna (1:21,5) Dávid Magda (1:15,7)                              |
| 200 m mell                                                          | Felkai László Kunsági György (2:42,4)                            | Killermann Klára (2:58,7)                                                 |
| 100 m pillangó                                                      |                                                                  | Egerváry Márta (1:19,4)                                                   |
| 200 m pillangó                                                      | Kiss László (2:31,0)                                             |                                                                           |
| 4×100 m gyorsváltó                                                  |                                                                  | (4. – 4:21,2) Boros Katalin Frank Mária Madarász Csilla Temesvári Anna    |
| 4×200 m gyorsváltó                                                  | (8:32,6) Dobai Gyula Katona József Lantos László Müller György   |                                                                           |
| 4×100 m vegyes váltó                                                | (4:17,7) Csikány József Kiss László Kunsági György Lantos László | (6. – 4:53,7) Madarász Csilla Dávid Magda Killermann Klára Egerváry Márta |